# Premiership Rugby 2023-2024
Premiership Rugby 2023-24 fu il 37º campionato nazionale inglese di rugby a 15 di prima divisione.
Si tenne dal 13 ottobre 2023 all’8 giugno 2024 tra 10 squadre, che si incontrarono nella stagione regolare a girone unico che designò le quattro contendenti ai play-off per il titolo finale.
Il torneo fu noto anche come Gallagher Premiership a seguito dell'accordo di naming astipulato con la compagnia statunitense d'assicurazioni e gestione finanziaria Arthur J. Gallagher.
Per il secondo anno consecutivo la squadra vincitrice del Championship 2022-23, i Jersey Reds, non ottenne la licenza a competere in Premiership in quanto l'impianto del club può ospitare 4000 spettatori a fronte degli almeno 10001 richiesti dalla Rugby Football Union.
Tale mancata promozione, unita all'esclusione del London Irish per fallimento del club, fu la causa della riduzione a 10 dei partecipanti.
Al termine della stagione regolare, tre delle quattro semifinaliste del campionato precedente (Northampton, Sale Sharks e Saracens) si ripresentarono ai play-off, mentre Bath prese il posto di Leicester; all'ultimo atto a Twickenham si presentarono Bath (alla sua prima finale dal 2015 e alla terza assoluta in vent'anni) e Northampton, che si impose 25-21 esattamente dieci anni dopo la sua prima vittoria assoluta e più recente finale.
Anche per la stagione in corso RFU impose il blocco delle retrocessioni; il Newcastle, quindi, giunto ultimo in classifica, poté disputare la Premiership anche la stagione successiva.
Il valore delle marcature, come stabilito da World Rugby nel 2017, è: 5 punti per ciascuna meta (7 se trasformata), 7 punti per la meta tecnica, 3 punti per la realizzazione di ciascun calcio piazzato, idem per il drop.

## Squadre partecipanti
| Club        | Sponsor                                        | Città               | Impianto interno     |
| ----------- | ---------------------------------------------- | ------------------- | -------------------- |
| Bath        | Dyson (elettronica di consumo)                 | Bath                | Recreation Ground    |
| Bristol     | Huboo (servizi logistici)                      | Bristol             | Ashton Gate Stadium  |
| Exeter      | Bradfords (forniture per l'edilizia)           | Exeter              | Sandy Park           |
| Gloucester  | BiGDUG (accessori per magazzini)               | Gloucester          | Stadio di Kingsholm  |
| Harlequins  | DHL (logistica)                                | Londra              | The Stoop            |
| Leicester   | Topps Tiles (materiali edili)                  | Leicester           | Welford Road Stadium |
| Newcastle   | Stelrad (caloriferi)                           | Newcastle upon Tyne | Kingston Park        |
| Northampton | Cinch (rivenditore di auto online)             | Northampton         | Franklin's Gardens   |
| Sale Sharks | AO (rivenditore di apparecchiature elettriche) | Sale                | Salford City Stadium |
| Saracens    | City Index (servizi finanziari)                | Londra              | Barnet Copthall      |

## Stagione regolare

### Risultati
|            | 1ª giornata               |       |  |
| ---------- | ------------------------- | ----- |  |
| 13-10-2023 | Bristol – Leicester       | 25-14 |  |
| 14-10-2023 | Exeter – Saracens         | 65-10 |  |
| 14-10-2023 | Bath – Newcastle          | 34-26 |  |
| 14-10-2023 | Gloucester – Harlequins   | 29-28 |  |
| 15-10-2023 | Sale Sharks – Northampton | 20-15 |  |
|            |                           |       |  |
|            | 4ª giornata               |       |  |
| 3-11-2023  | Sale Sharks – Gloucester  | 24-10 |  |
| 4-11-2023  | Harlequins – Newcastle    | 40-12 |  |
| 4-11-2023  | Northampton – Bath        | 24-18 |  |
| 4-11-2023  | Saracens – Leicester      | 32-17 |  |
| 5-11-2023  | Exeter – Bristol          | 29-20 |  |
|            |                           |       |  |
|            | 7ª giornata               |       |  |
| 24-11-2023 | Northampton – Harlequins  | 36-33 |  |
| 24-11-2023 | Sale Sharks – Bath        | 11-9  |  |
| 25-11-2023 | Gloucester – Leicester    | 20-38 |  |
| 25-11-2023 | Saracens – Bristol        | 39-31 |  |
| 26-11-2023 | Newcastle – Exeter        | 14-20 |  |
|            |                           |       |  |
|            | 10ª giornata              |       |  |
| 29-12-2023 | Bristol – Exeter          | 14-24 |  |
| 30-12-2023 | Saracens – Newcastle      | 37-19 |  |
| 30-12-2023 | Northampton – Sale Sharks | 21-17 |  |
| 30-12-2023 | Harlequins – Gloucester   | 32-26 |  |
| 31-12-2023 | Leicester – Bath          | 35-22 |  |
|            |                           |       |  |
|            | 13ª giornata              |       |  |
| 22-3-2024  | Bristol – Northampton     | 52-21 |  |
| 22-3-2024  | Leicester – Gloucester    | 25-27 |  |
| 23-3-2024  | Exeter – Newcastle        | 25-16 |  |
| 23-3-2024  | Saracens – Harlequins     | 52-7  |  |
| 24-3-2024  | Bath – Sale Sharks        | 42-24 |  |
|            |                           |       |  |
|            | 16ª giornata              |       |  |
| 26-4-2024  | Bath – Saracens           | 12-15 |  |
| 27-4-2024  | Leicester – Bristol       | 19-21 |  |
| 27-4-2024  | Harlequins – Northampton  | 41-32 |  |
| 28-4-2024  | Newcastle – Sale Sharks   | 14-35 |  |
| 28-4-2024  | Gloucester – Exeter       | 17-38 |  |

|            | 2ª giornata              |       |  |
| ---------- | ------------------------ | ----- |  |
| 20-10-2023 | Newcastle – Gloucester   | 14-18 |  |
| 21-10-2023 | Saracens – Bath          | 16-25 |  |
| 21-10-2023 | Northampton – Bristol    | 27-33 |  |
| 21-10-2023 | Leicester – Sale Sharks  | 17-24 |  |
| 22-10-2023 | Harlequins – Exeter      | 22-14 |  |
|            |                          |       |  |
|            | 5ª giornata              |       |  |
| 10-11-2023 | Gloucester – Bath        | 27-45 |  |
| 11-11-2023 | Bristol – Sale Sharks    | 13-27 |  |
| 11-11-2023 | Leicester – Harlequins   | 25-29 |  |
| 12-11-2023 | Newcastle – Saracens     | 12-50 |  |
| 12-11-2023 | Northampton – Exeter     | 34-19 |  |
|            |                          |       |  |
|            | 8ª giornata              |       |  |
| 1-12-2023  | Harlequins – Sale Sharks | 36-3  |  |
| 2-12-2023  | Bristol – Gloucester     | 51-26 |  |
| 2-12-2023  | Bath – Exeter            | 41-24 |  |
| 2-12-2023  | Saracens – Northampton   | 12-18 |  |
| 3-12-2023  | Leicester – Newcastle    | 47-3  |  |
|            |                          |       |  |
|            | 11ª giornata             |       |  |
| 5-1-2024   | Sale Sharks – Bristol    | 14-22 |  |
| 5-1-2024   | Newcastle – Harlequins   | 3-24  |  |
| 6-1-2024   | Exeter – Northampton     | 36-42 |  |
| 6-1-2024   | Leicester – Saracens     | 19-10 |  |
| 7-1-2024   | Bath – Gloucester        | 17-10 |  |
|            |                          |       |  |
|            | 14ª giornata             |       |  |
| 29-3-2024  | Newcastle – Leicester    | 13-19 |  |
| 29-3-2024  | Northampton – Saracens   | 41-30 |  |
| 30-3-2024  | Gloucester – Bristol     | 24-33 |  |
| 30-3-2024  | Harlequins – Bath        | 40-36 |  |
| 31-3-2024  | Sale Sharks – Exeter     | 41-5  |  |
|            |                          |       |  |
|            | 17ª giornata             |       |  |
| 10-5-2024  | Sale Sharks – Leicester  | 31-22 |  |
| 10-5-2024  | Newcastle – Bath         | 17-28 |  |
| 11-5-2024  | Northampton – Gloucester | 90-0  |  |
| 11-5-2024  | Bristol – Saracens       | 20-41 |  |
| 11-5-2024  | Exeter – Harlequins      | 58-26 |  |

|            | 3ª giornata              |       |  |
| ---------- | ------------------------ | ----- |  |
| 27-10-2023 | Gloucester – Saracens    | 3-24  |  |
| 28-10-2023 | Bristol – Harlequins     | 21-23 |  |
| 28-10-2023 | Exeter – Sale Sharks     | 43-0  |  |
| 28-10-2023 | Bath – Leicester         | 24-25 |  |
| 29-10-2023 | Newcastle – Northampton  | 14-16 |  |
|            |                          |       |  |
|            | 6ª giornata              |       |  |
| 17-11-2023 | Bath – Bristol           | 20-19 |  |
| 17-11-2023 | Sale Sharks – Newcastle  | 40-22 |  |
| 18-11-2023 | Leicester – Northampton  | 26-17 |  |
| 18-11-2023 | Harlequins – Saracens    | 10-38 |  |
| 19-11-2023 | Exeter – Gloucester      | 25-24 |  |
|            |                          |       |  |
|            | 9ª giornata              |       |  |
| 22-12-2023 | Newcastle – Bristol      | 13-21 |  |
| 22-12-2023 | Sale Sharks – Saracens   | 22-20 |  |
| 23-12-2023 | Exeter – Leicester       | 29-10 |  |
| 23-12-2023 | Gloucester – Northampton | 29-31 |  |
| 23-12-2023 | Bath – Harlequins        | 25-17 |  |
|            |                          |       |  |
|            | 12ª giornata             |       |  |
| 26-1-2024  | Harlequins – Leicester   | 19-20 |  |
| 27-1-2024  | Northampton – Newcastle  | 38-13 |  |
| 27-1-2024  | Bristol – Bath           | 57-44 |  |
| 27-1-2024  | Saracens – Exeter        | 40-22 |  |
| 28-1-2024  | Gloucester – Sale Sharks | 32-20 |  |
|            |                          |       |  |
|            | 15ª giornata             |       |  |
| 20-4-2024  | Saracens – Gloucester    | 46-24 |  |
| 20-4-2024  | Northampton – Leicester  | 40-17 |  |
| 20-4-2024  | Exeter – Bath            | 14-26 |  |
| 21-4-2024  | Sale Sharks – Harlequins | 37-31 |  |
| 21-4-2024  | Bristol – Newcastle      | 85-14 |  |
|            |                          |       |  |
|            | 18ª giornata             |       |  |
| 18-5-2024  | Bath – Northampton       | 43-12 |  |
| 18-5-2024  | Gloucester – Newcastle   | 54-14 |  |
| 18-5-2024  | Harlequins – Bristol     | 28-53 |  |
| 18-5-2024  | Leicester – Exeter       | 40-22 |  |
| 18-5-2024  | Saracens – Sale Sharks   | 10-20 |  |

### Classifica
| Pos | Squadra     | G  | V  | N | P  | PF  | PS  | DP   | BMP | Pt |
| --- | ----------- | -- | -- | - | -- | --- | --- | ---- | --- | -- |
| 1   | Northampton | 18 | 12 | 0 | 6  | 555 | 453 | +102 | 12  | 60 |
| 2   | Bath        | 18 | 11 | 0 | 7  | 511 | 413 | +98  | 16  | 60 |
| 3   | Sale Sharks | 18 | 12 | 0 | 6  | 410 | 384 | +26  | 8   | 56 |
| 4   | Saracens    | 18 | 11 | 0 | 7  | 522 | 387 | +135 | 12  | 56 |
| 5   | Bristol     | 18 | 11 | 0 | 7  | 591 | 447 | +144 | 10  | 54 |
| 6   | Harlequins  | 18 | 9  | 0 | 9  | 486 | 520 | −34  | 15  | 51 |
| 7   | Exeter      | 18 | 10 | 0 | 8  | 512 | 437 | +75  | 10  | 50 |
| 8   | Leicester   | 18 | 9  | 0 | 9  | 435 | 408 | +27  | 9   | 45 |
| 9   | Gloucester  | 18 | 5  | 0 | 13 | 400 | 595 | −195 | 12  | 32 |
| 10  | Newcastle   | 18 | 0  | 0 | 18 | 253 | 631 | −378 | 5   | 5  |

## Play-off
|  | Semifinali | Semifinali  | Semifinali |      |             | Finale      | Finale | Finale |  |
|  |            |             |            |      |             |             |        |        |  |
|  | 1          | Northampton | 22         |      |             |             |        |        |  |
|  | 1          | Northampton | 22         |      |             |             |        |        |  |
|  | 4          | Saracens    | 20         |      |             |             |        |        |  |
|  | 4          | Saracens    | 20         |      | Northampton | Northampton | 25     |        |  |
|  |            |             |            |      | Northampton | Northampton | 25     |        |  |
|  |            |             | Bath       | Bath | 21          |             |        |        |  |
|  | 2          | Bath        | Bath       | Bath | 21          | 31          |        |        |  |
|  | 2          | Bath        |            |      |             |             |        |        |  |
|  | 3          | Sale Sharks | 23         |      |             |             |        |        |  |

### Semifinali
| Arbitro: | Christophe Ridley (Gloucester) |

|                                  |      |                         |
| Odendaal 19’                     | mt   | 54’ Lewington 78’ Cinti |
| F. Smith 19’                     | tr   | 54’, 78’ Daly           |
| F. Smith 28’, 31’, 40’, 62’, 70’ | c.p. | 5’, 16’ Daly            |

| Arbitro: | Luke Pearce (Bristol) |

|                                  |      |                                           |
| T. Hill 11’ Obano 22’ Annett 73’ | mt   | 17’ B. Curry 33’ T. Taylor 51’ O'Flaherty |
| Russell 22’, 73’                 | tr   | 33’ Ford                                  |
| Russell 3’, 27’, 49’, 65’        | c.p. | 37’, 45’ Ford                             |

### Finale
| Arbitro: | Christophe Ridley (Gloucester) |

| |              | |
| Freeman 23’ Sleightholme 27’ Mitchell 72’ | mt           | 30’ T. du Toit 50’ Muir |
| F. Smith 23’ Furbank 72’ | tr           | 30’ Russell |
| F. Smith 47’ | c.p.         | 8’, 42’, 66’ Russell |
| F. Smith 19’ | drop         | |
| · Furbank · Freeman · 44’ Odendaal · Dingwall · Sleightholme · 70’ F. Smith · Mitchell · 52’ Waller · 57’ Langdon · 57’ Davison · 70’ Moon · Coles · Lawes · 60’ Pearson · 66’ Augustus | Formazioni   | · Gallagher · Cokanasiga 77’ · Lawrence · C. Redpath 78’ · Muir · Russell · B. Spencer · Obano 20’ · Dunn 52’ · T. du Toit · Q. Roux 66’ · Ewels · T. Hill 66’ · Underhill 64’ 74’ · Barbeary 21’ |
| · 44’ Hendy · 52’ Iyogun · 57’ Matavesi · 57’ Millar-Mills · 60’ Ludlam · 66’ Graham · 70’ T. James · 70’ Mayanavanua                                                                   | Sostituzioni | · Annett 52’ · Schoeman 21’ 52’ · W. Stuart 52’ · Bayliss 66’ · Stooke 66’ · Reid 64’ 74’ 77’ · Bailey 78’                                                                                        |
| Phil Dowson | Allenatori   | Johann van Graan |